# 錦町 (いわき市)
錦町（にしきまち）は、福島県いわき市にある大字である。郵便番号は974-8232、および974-8233（中央）。

## 地理
いわき市南部の勿来地区に属する。北で沼部町、富津町、山田町、仁井田町、植田町、北東で佐糠町、南で勿来町関田、勿来町四沢、勿来町窪田、勿来町大高、西で三沢町とそれぞれ隣接する。概ね勿来市成立以前の石城郡錦町の流れを汲む地域である。二級水系鮫川左岸から二級水系蛭田川下流域にかけての平野部と、その西側の丘陵地の広い範囲を区域とする。平野部の北部や中部の街道、幹線道路沿いには市街地が形成され、更に南部にはクレハをはじめとした工場群が立地する。東側の海沿いや西側の谷あいの平野部には複数の水路が整備され、水田が広がる。植田町内に所在するいわき南警察署及び錦町に所在する勿来消防署がそれぞれ管轄にあたる。

### 主な字
字
複数の字を持つが、地名の表記に「字」の文字は使用されない。
- 江栗前
- 古川
- 御宝殿
- 鳥居西
- 鳥居東
- 綾ノ内
- 大島
- 上川田
- 南城
- 成沢
- 成沢前
- 台前
- 台
- 吉原
- 須賀
- 鷺内

- 原田
- 竹ノ花
- 鵜ノ巣
- ウツギサキ
- 前原
- 安良町
- 町西
- 入原
- 浜田
- 宮ノ前
- 馬場
- 荒谷
- 蛭田
- 重殿
- 鶴ケ町
- 雷

- 蒲田
- 作鞍
- 下り立
- 飯盛町
- 上中田
- 糠塚
- 落合
- 釈迦堂
- 沼ノ川
- 江栗馬場
- 花ノ井
- 徳力
- 江栗七反田
- 江栗大町
- 細谷
- 鬼越下

- 鈴鹿
- 山王
- 大町
- 梅沢
- 桜町
- 中ノ町
- 長ノ町
- 松木町
- 川窪
- 上御堂
- 江栗一丁目
- 江栗二丁目
- 江栗三丁目
- 中迎一丁目
- 中迎二丁目
- 中迎三丁目

- 中迎四丁目
- 中央一丁目
- 中央二丁目
- 中央三丁目

### 河川
- 鮫川
  - 中田川
  - 御堂川
  - 四時川用水路
- 蛭田川
  - 堰下川

## 歴史
- 1870年3月3日 - 泉藩領大島村と米倉村が合併し大蔵村が成立する[4]。
- 1870年10月20日 - 泉藩領前江栗村と後江栗村が合併し、江栗村が成立する[4]。
- 1879年1月27日 - 泉藩領大倉村、江栗村、中田村、長子村が福島県内における郡区町村制の施行により菊多郡の村となる
- 1889年4月1日 - 町村制の施行により大倉村、江栗村、中田村、長子村が合併し、菊多郡錦村が新たに発足する。[4]。
- 1896年4月1日 - 菊多郡と周辺郡との合併により石城郡が発足し、石城郡錦村となる[4]。
- 1940年4月1日 - 錦村が町制施行し、錦町となる[4]。
- 1955年4月29日 - 錦町が山田村、植田町、川部村、勿来町と合併、勿来市が新たに発足する。旧錦町域は勿来市の大字となる[4]。
- 1966年10月1日 - 勿来市が平市・常磐市・内郷市・磐城市、石城郡小川町・遠野町・四倉町・川前村・田人村・好間村・三和村、双葉郡久之浜町・大久村と合併しいわき市となり、いわき市勿来地区の大字となる[4]。

## 世帯数と人口
2023年10月31日現在の世帯数と人口は以下の通りである。
| 大字 | 世帯数   | 人口    |
| ---- | -------- | ------- |
| 錦町 | 4629世帯 | 10624人 |

## 小・中学校の学区
市立小・中学校に通う場合、学区は以下の通りとなる。
| 番地 | 小学校                   | 中学校                   |
| --- | ------------------------ | ------------------------ |
| 江栗前、古川、御宝殿、鳥居西、 鳥居東、綾ノ内、曲田、大島、 川原の一部、中迎、上川田の一部、 成沢の一部、鷺作、重殿、上中田、 糠塚、落合、堰下、釈迦堂、柳町、 四反田、沼ノ川、江栗馬場、 花ノ井、徳力、江栗七反田、 江栗大町、細谷、鬼越下、鈴鹿、 山王、下ノ後、大町、梅沢、 中ノ町、長ノ町、松木町、物置、 上御堂、江栗一～三丁目、 中迎一～四丁目、中央一～三丁目、 中田原、姥畑、内畑 | いわき市立錦小学校       | いわき市立錦中学校       |
| 川原の一部、上川田の一部、 南城、成沢の一部、成沢前、 下川田、台前、台、佐糠前、 吉原、須賀、鷺内、原田、三枚筬、 竹ノ花、鵜ノ巣、ウツギサキ、 前原、安良町、町西、入原、 東原、浜田、宮ノ前、馬場、 荒谷、蛭田、綾ノ町、鶴ケ町、 雷、蒲田、作鞍、下り立、飯盛町 | いわき市立錦東小学校     | いわき市立錦中学校       |
| 川窪、中岡 | いわき市立菊田小学校     | いわき市立植田中学校     |
| 熊野町、桜町、広町 | いわき市立勿来第一小学校 | いわき市立勿来第一中学校 |

## 交通

### 鉄道
- JR常磐線

### 道路
- 国道6号常磐バイパス
  - 鮫川大橋
  - 蛭田川橋
- 国道289号
- 茨城県道・福島県道10号日立いわき線
  - 江栗大橋
- 福島県道56号常磐勿来線
  - 鮫川橋
- 福島県道71号勿来浅川線
- 福島県道238号窪田江栗線

## 施設
- いわき市役所勿来支所
- いわき市立錦中学校
- いわき市立錦小学校
- いわき市立錦東小学校
- 双葉町立双葉北小学校（避難先）
- いわき南の森スポーツパーク
  - 南部スタジアム
  - 南部アリーナ
  - 南部テニスコート
- 勿来消防署
- 勿来市民会館
- 勿来体育館
- 国土交通省東北地方整備局勿来車両検測所
- 南部浄化センター
- 南部衛生センター
- 呉羽総合病院
- こうじま慈愛病院
- 錦郵便局
- 山王郵便局
- クレハ いわき事業所
  - クレハ総合グラウンド
- ケーズデンキ 勿来錦店
- 山新 錦店
- しまむら 錦店
- ヨークベニマル 勿来江栗店
- ツルハドラッグ いわき錦店
- ツルハドラッグ 勿来店
- マルト 錦店
- ブイチェーン 中迎店
- 福陽自動車教習所